# Bundesliga niemiecka w piłce nożnej (1993/1994)
Sezon 1993/1994 był 31. sezonem rozgrywek Bundesligi. Rozpoczął się 6 sierpnia 1993, a zakończył 7 maja 1994. Tytułu broniła drużyna Werderu Brema. Nowym mistrzem została Bayern Monachium.

## Zespoły
| Uczestnicy poprzedniej edycji                                                                                 | Uczestnicy poprzedniej edycji | Uczestnicy poprzedniej edycji | Uczestnicy poprzedniej edycji |
| --- | ----------------------------- | ----------------------------- | ----------------------------- |
| WER | Werder Brema                  | 1                             |                               |
| BMU | Bayern Monachium              | 2                             |                               |
| FRA | Eintracht Frankfurt           | 3                             |                               |
| DOR | Borussia Dortmund             | 4                             |                               |
| LEV | Bayer Leverkusen              | 5                             |                               |
| KAR | Karlsruher SC                 | 6                             |                               |
| STU | VfB Stuttgart                 | 7                             |                               |
| KAI | 1. FC Kaiserslautern          | 8                             |                               |
| MGL | Borussia Mönchengladbach      | 9                             |                               |
| S04 | FC Schalke 04                 | 10                            |                               |
| HSV | Hamburger SV                  | 11                            |                               |
| KÖL | 1. FC Köln                    | 12                            |                               |
| NUR | 1. FC Nürnberg                | 13                            |                               |
| WAT | SG Wattenscheid               | 14                            |                               |
| DRE | Dynamo Drezno                 | 15                            |                               |
| Awans z 2. Bundesligi 1992/1993                                                                               |                               |                               |                               |
| FRG | SC Freiburg                   | 1                             |                               |
| DUI | MSV Duisburg                  | 2                             |                               |
| VLE | VfB Leipzig                   | 3                             |                               |
| Oznaczenia: - kolumna pierwsza – skróty nazw drużyn, - kolumna trzecia – miejsce zajęte w poprzednim sezonie. |                               |                               |                               |

## Tabela
|     | Drużyna                  | M  | Z  | R  | P  | Bramki | Bilans | Punkty |
| --- | ------------------------ | -- | -- | -- | -- | ------ | ------ | ------ |
| 1.  | Bayern Monachium         | 34 | 17 | 10 | 7  | 68:37  | +31    | 44     |
| 2.  | 1. FC Kaiserslautern     | 34 | 18 | 7  | 9  | 64:36  | +28    | 43     |
| 3.  | Bayer 04 Leverkusen      | 34 | 14 | 11 | 9  | 60:47  | +13    | 39     |
| 4.  | Borussia Dortmund        | 34 | 15 | 9  | 10 | 49:45  | +4     | 39     |
| 5.  | Eintracht Frankfurt      | 34 | 15 | 8  | 11 | 57:41  | +16    | 38     |
| 6.  | Karlsruher SC            | 34 | 14 | 10 | 10 | 46:43  | +3     | 38     |
| 7.  | VfB Stuttgart            | 34 | 13 | 11 | 10 | 51:43  | +8     | 37     |
| 8.  | Werder Brema             | 34 | 13 | 10 | 11 | 51:44  | +7     | 36     |
| 9.  | MSV Duisburg             | 34 | 14 | 8  | 12 | 41:52  | -11    | 36     |
| 10. | Borussia Mönchengladbach | 34 | 14 | 7  | 13 | 65:59  | +6     | 35     |
| 11. | 1. FC Köln               | 34 | 14 | 6  | 14 | 49:51  | -2     | 34     |
| 12. | Hamburger SV             | 34 | 13 | 8  | 13 | 48:52  | -4     | 34     |
| 13. | Dynamo Drezno *          | 34 | 10 | 14 | 10 | 33:44  | -11    | 30     |
| 14. | FC Schalke 04            | 34 | 10 | 9  | 15 | 38:50  | -12    | 29     |
| 15. | SC Freiburg              | 34 | 10 | 8  | 16 | 54:57  | -3     | 28     |
| 16. | 1. FC Nürnberg           | 34 | 10 | 8  | 16 | 41:55  | -14    | 28     |
| 17. | SG Wattenscheid 09       | 34 | 6  | 11 | 17 | 48:70  | -22    | 23     |
| 18. | VfB Lipsk                | 34 | 3  | 11 | 20 | 32:69  | -37    | 17     |

- Dynamo Drezno: odjęcie 4 punktów po naruszeniu warunków licencji

## Strzelcy
| Pozycja | Zawodnik           | Klub                 | Bramki |
| ------- | ------------------ | -------------------- | ------ |
| 1       | Stefan Kuntz       | 1. FC Kaiserslautern | 18     |
|         | Anthony Yeboah     | Eintracht Frankfurt  | 18     |
| 3       | Stéphane Chapuisat | Borussia Dortmund    | 17     |
|         | Toni Polster       | 1. FC Köln           | 17     |
|         | Paulo Sérgio       | Bayer 04 Leverkusen  | 17     |

## Kadra Bayernu Monachium
Raimond Aumann, Uwe Gospodarek, Sven Scheuer; Roland Grahammer, Thomas Helmer, Jorginho, Oliver Kreuzer, Lothar Matthäus, Markus Münch, Olaf Thon; Dieter Frey, Dietmar Hamann, Christian Nerlinger, Mehmet Scholl, Markus Schupp, Michael Sternkopf, Marcel Witeczek, Christian Ziege; Bruno Labbadia, Mazinho, Adolfo Valencia, Alexander Zickler.
- Trener: Franz Beckenbauer